# Сергей Чепчугов
Сергей Андреевич Чепчугов е руски футболен вратар, играещ за ЦСКА Москва.

## Кариера
Чепчугов започва своята кариера в Металург Красноярск. През 2004 г. става първи избор на вратата, а година по-късно помага на тима да влезе в Руска Първа Дивизия, като става най-добър вратар във Втора дивизия, зона Изток. През 2006 г. е даден под наем на Сибиряк (Братск) за половин година. В началото на сезон 2007 Сергей и отново е титуляр в Металург. Чепчугов обаче е принуден да напусне тима поради финансови затруднения. Сезон 2008 започва за него в латвийския ФК Рига. Там вратарят изиграва само 5 мача и разтрогва конткракта си. След това подписва договор за 1,5 години със Сибир. Сергей става достоен заместник на отишлия в Анжи Дмитрий Бородин, като през 2009 записва серия от 728 минути без допуснат гол. Благодарение на добрите му изяви, Сибир става втори в Първа дивизия и се класира в Премиер лигата.
На 27 ноември 2009 г. преминава в ЦСКА Москва. Дебютът му се състои почти година по-късно – на 3 октомври 2010 срещу ФК Ростов. Сергей изиграва още 1 мач в шампионата – срещу Амкар Перм в последния кръг. В Лига Европа изиграва 2 мача – срещу Спарта Прага и ПАОК. В мача срещу ПАОК допуска детинска грешка, позволявайки на Златан Муслимович да отбележи. На 28 февруари 2011 г. играе срещу Шинник в купата на Русия. На 28 август 2011 г. играе в мач срещу Спартак Москва, сменяйки Игор Акинфеев в 35 минута. В следващия кръг допуска 4 гола от Динамо Москва. На 27 ноември играе срещу Анжи, но е изгонен в 85 минута.
През лятото на 2016 г. получава предложения от няколко руски отбора.

## Награди

### Клубни
- Шампион на Русия – 2012/2013, 2013/2014, 2015/2016
- Купа на Русия – 2010/2011, 2012/2013
- Суперкупа на Русия – 2013, 2014

### Индивидуални
- Най-добър вратар във 2 дивизия, зона Изток – 2005, 2007
- Най-добър вратар в 1 дивизия – 2009